# Centre international francophone d'échanges et de réflexions
Le Centre international francophone d'échanges et de réflexions (CIFER) est un club de réflexion sur des thématiques internationales, créé en juillet 2001 et basé à Paris. 

## Présentation
- En 2001, le Centre international francophone d'échanges et de réflexions est cofondé par les présidents du Sénégal, Abdou Diouf, Abdoulaye Wade et Jean-Pierre Vettovaglia (ambassadeur suisse auprès de l'ONU, BIT, OMS, en poste à Paris, New-York, Genève et Vienne)[2].
- En décembre 2004, le CIFER émet la proposition de création d'une citoyenneté francophone[3].
- En 2006, lors de l'année Senghor, débats et colloques sont organisés à Paris en partenariat avec la Mairie de Paris et placés sous le haut patronage du Président du Sénégal Abdou Diouf, secrétaire général de l'Organisation internationale de la francophonie[4].
- En 2009, le CIFER est présidé par Henri Senghor, ancien ambassadeur du Sénégal à Rome et neveu de l'ancien président de ce pays, Léopold Sédar Senghor.